# Properzia de' Rossi
Properzia de' Rossi (Bologna, 1490 circa – Bologna, 1530) è stata una scultrice e intagliatrice di gemme italiana del Rinascimento.

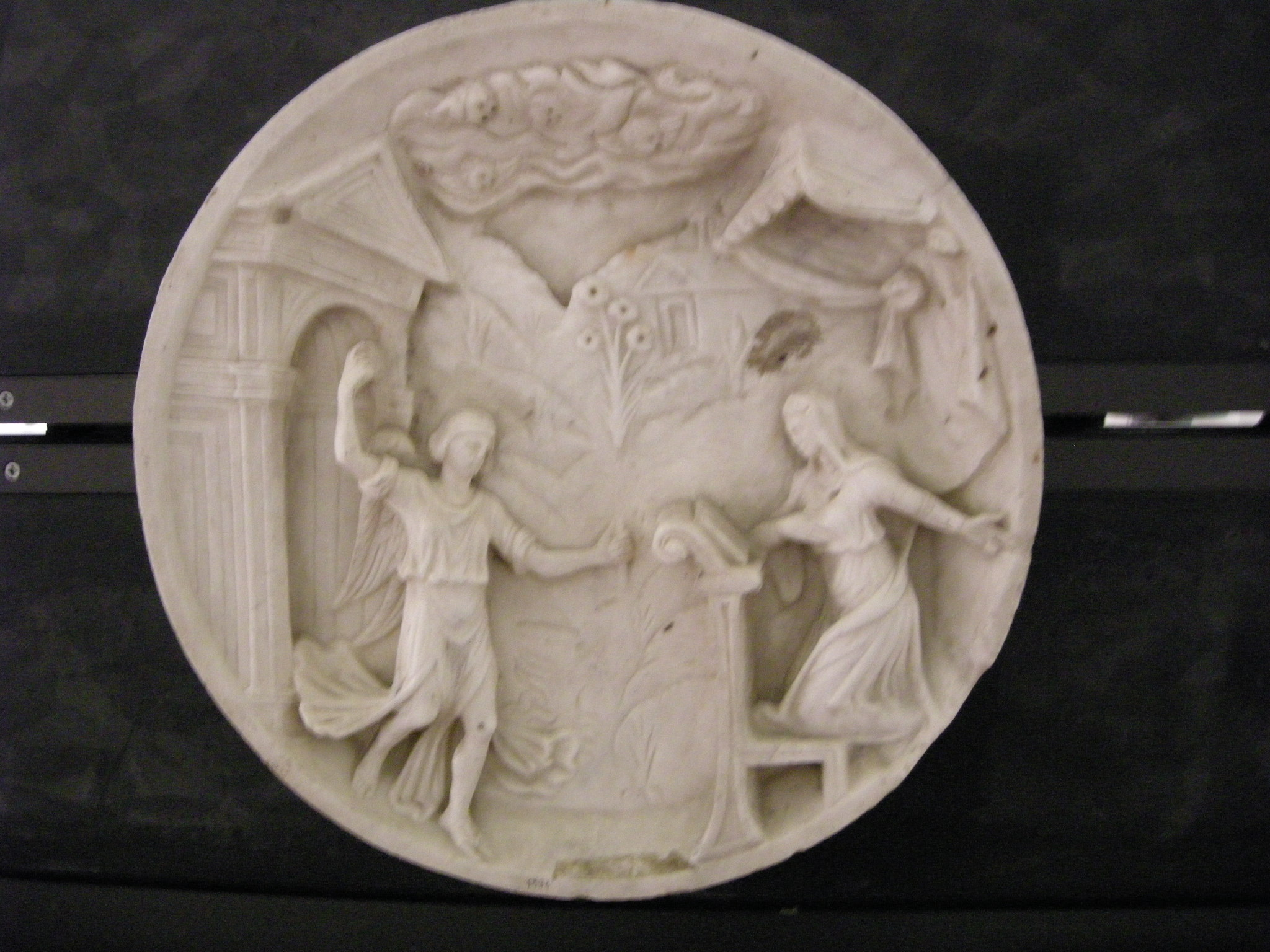
Annunciazione di Properzia de' Rossi, Museo civico medievale di Bologna

 È considerata la prima scultrice di cui si abbia conoscenza.

## Biografia
Prima scultrice in Europa, di Properzia de' Rossi sono incerti sia la data che il luogo di nascita, presumibilmente Bologna. Controcorrente rispetto alle usanze dell'epoca, Properzia de' Rossi non era figlia d'arte. Figlia di un notaio, si formò nello studio dell'incisore bolognese Marcantonio Raimondi. 
Tra il 1525 e il 1526 eseguì dei lavori nel cantiere della basilica di San Petronio di Bologna a fianco di artisti famosi. L'eccezionale presenza di una donna che metteva le «tenere e bianchissime mani nelle cose meccaniche, e fra la ruvidezza de' marmi e l'asprezza del ferro» destò la stupita ammirazione del Vasari che incluse la sua biografia tra le Vite definendola “schultora”. Giorgio Vasari elogiò anche il suo virtuosismo come intagliatrice di noccioli di frutta: Properzia de' Rossi ottenne infatti le commissioni per le opere di grandi dimensioni in marmo grazie alla fama procuratale dai lavori ad intaglio su superfici infinitesime. Un'ammirazione simile venne prontamente affermata anche dallo scultore Francesco da Sangallo all'interno del dibattito cinquecentesco del Paragone delle arti: Sangallo, infatti, in una lettera destinata al filosofo Benedetto Varchi, definì la scultrice bolognese come una miracolosa un'eccezione nell'ambito della realizzazione di opere scultoree, in quanto la scultura, a differenza della pittura, era considerata un'arte faticosa e difficile e non adatta alle donne.
La vita di Properzia, che «fu del corpo bellissima, et sonò, et cantò ne' suoi tempi, meglio, che femmina della sua città», è avvolta in gran parte dall'ombra e si caratterizza per inquietudini e trasgressioni. Sempre secondo lo storiografo aretino, avrebbe narrato un proprio infelice amore extraconiugale nella formella Giuseppe e la moglie di Putifarre, la sua opera più famosa eseguita intorno al 1526 fra i lavori per la decorazione dei portali laterali della facciata di San Petronio, scultura in cui coniuga l'elegante "maniera" romana di Raffaello con il vigoroso rilievo plastico di Michelangelo, «un leggiadrissimo quadro» dove manifesta un raffinato erotismo destinato ad influenzare l'immaginario cortigiano di artisti illustri, come Parmigianino e Correggio, nell'età di Carlo V. Properzia lavora quindi nel cantiere più prestigioso della città, insieme agli artisti più in vista del momento, da Amico Aspertini, a Nicolò Tribolo, fino ad Alfonso Lombardi e a Girolamo da Treviso, unica donna in un contesto artistico di esclusivo appannaggio maschile.
Documenti conservati nell'Archivio criminale di Bologna provano che nel 1520 viene processata insieme ad Anton Galeazzo Malvasia, del quale era ritenuta concubina. Di nuovo nel 1525 è coinvolta insieme al pittore Domenico Francia nell'accusa per l'aggressione del pittore Vincenzo Miola. Al processo interviene come testimone dell'accusa anche Aspertini, con evidente ostilità verso Properzia, al punto di adoperarsi - a detta di Vasari - per screditarla fino ad ottenere che la formella per la chiesa di San Petronio le fosse pagata «un vilissimo prezzo».
Alla sua tumultuosa vita corrisponde un epilogo tragico. Narra Vasari che, al termine dell'incoronazione di Carlo V, papa Clemente VII chiese di incontrare la scultrice, ma ebbe in risposta una spiacevole notizia: Properzia era morta di peste durante quella stessa settimana nell'ospedale di San Giobbe.

## Opere

### Opere esistenti

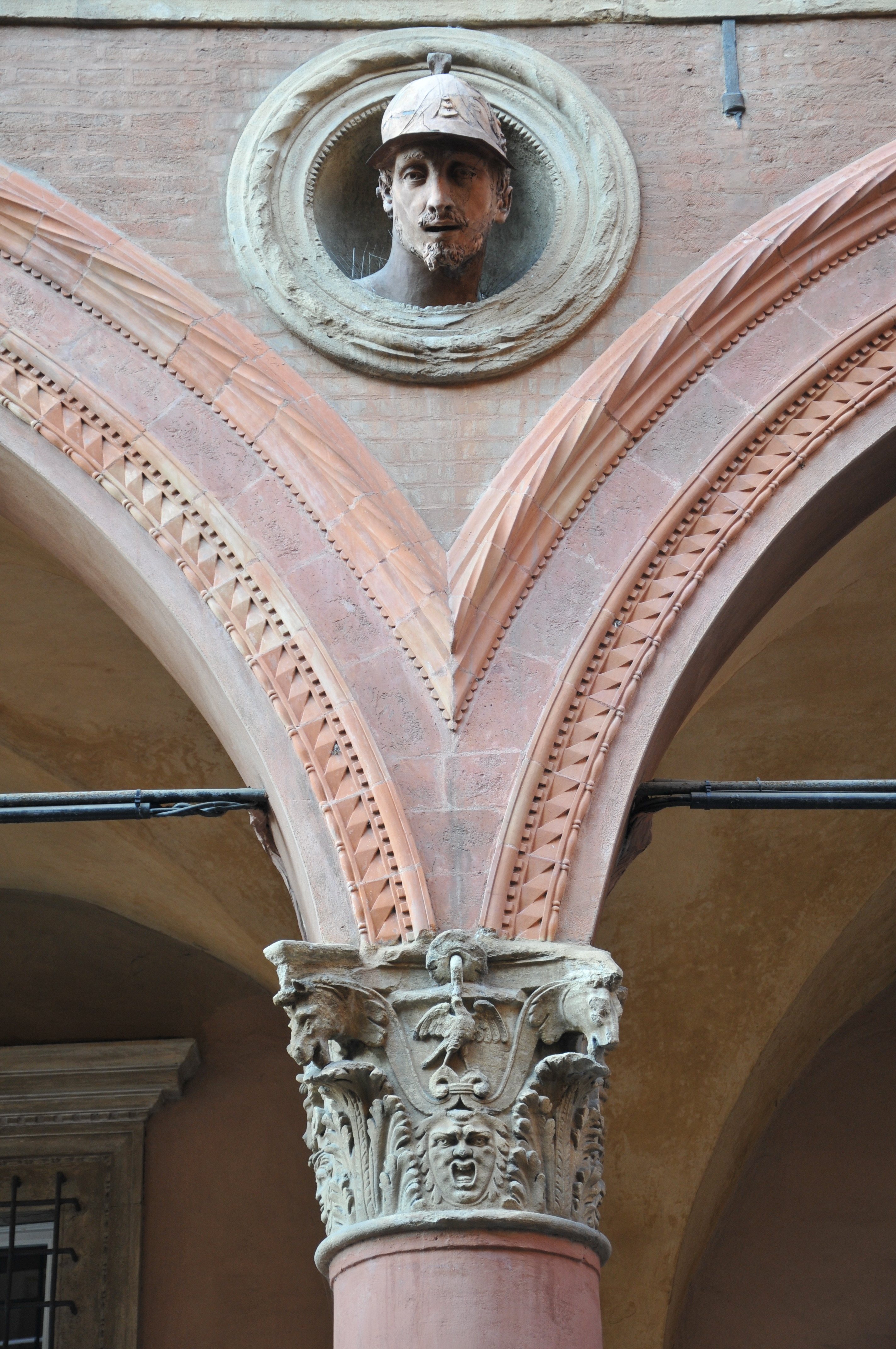
Una protome di Nicolò da Volterra e uno dei capitelli realizzati da Properzia de' Rossi insieme al Formigine a Palazzo Bolognini

Opere attribuite dalle fonti e reperite:
- Giuseppe e la moglie di Putifarre, formella con rilievo di marmo cm 53,5x54, Bologna, Museo della Basilica di San Petronio
- La moglie di Putifarre accusa Giuseppe, rilievo di marmo, cm 53x54, Bologna, Museo della Basilica di San Petronio
- Stemma della famiglia Grassi, filigrana d'argento, parti fuse, cristallo di rocca, legno di bosso, noccioli, cm 39x22, Bologna, Museo civico medievale (inv. 2135)

Stemma della famiglia Grassi
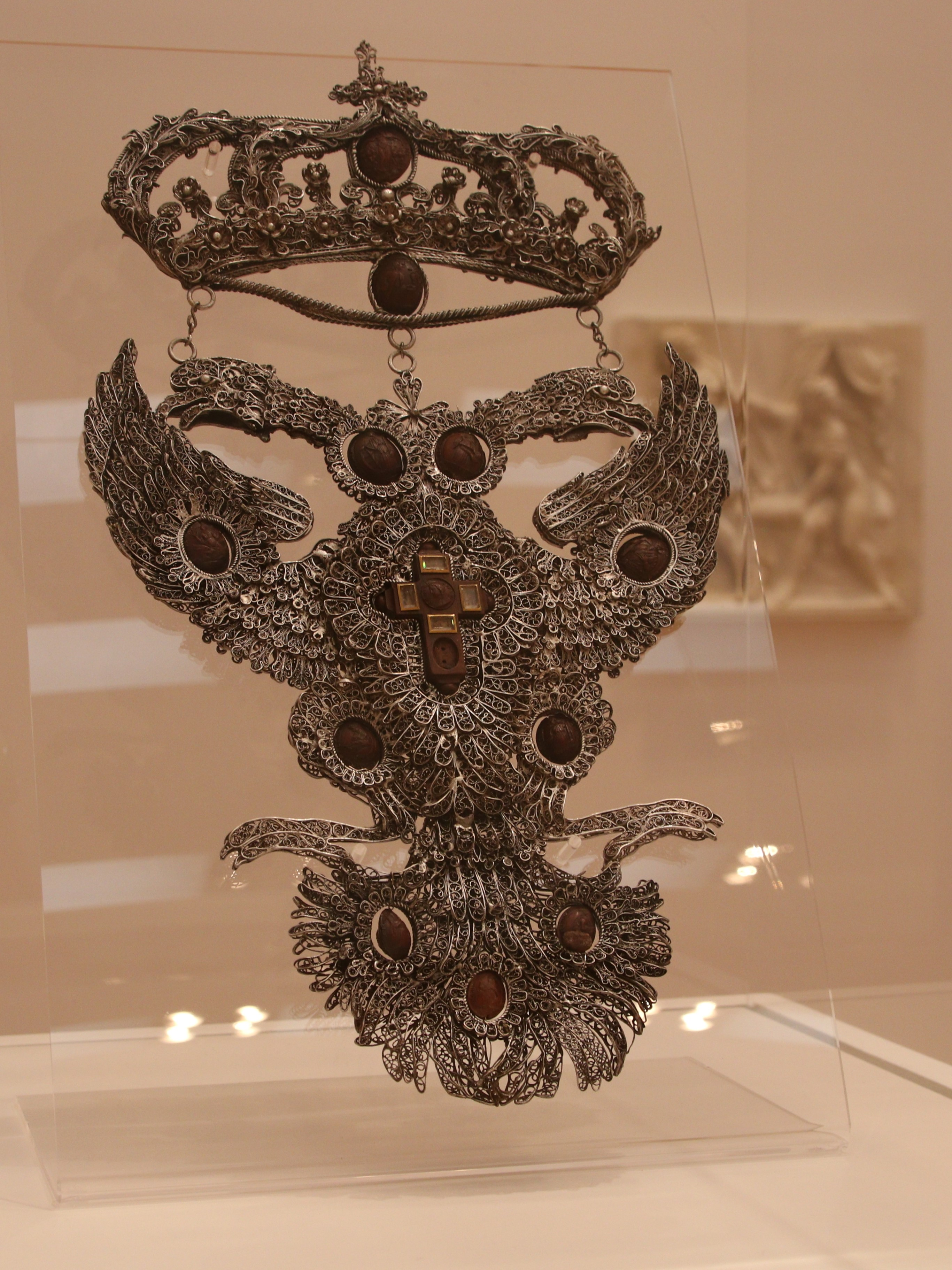
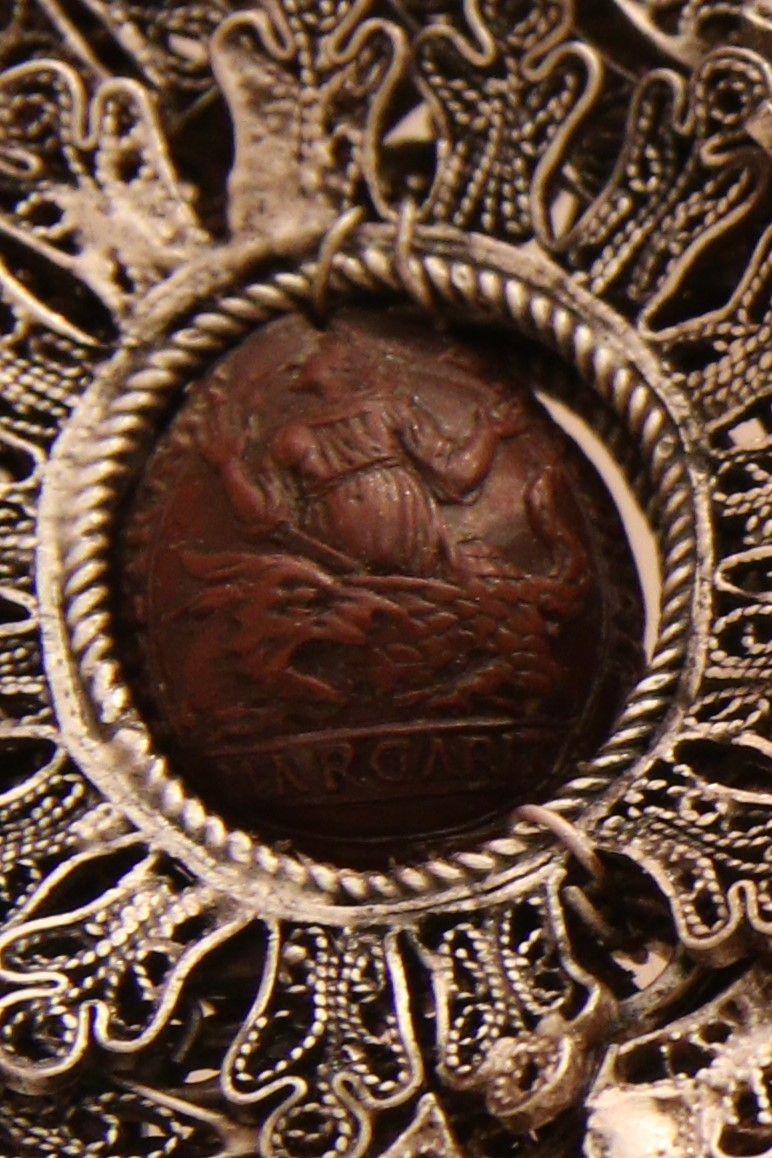
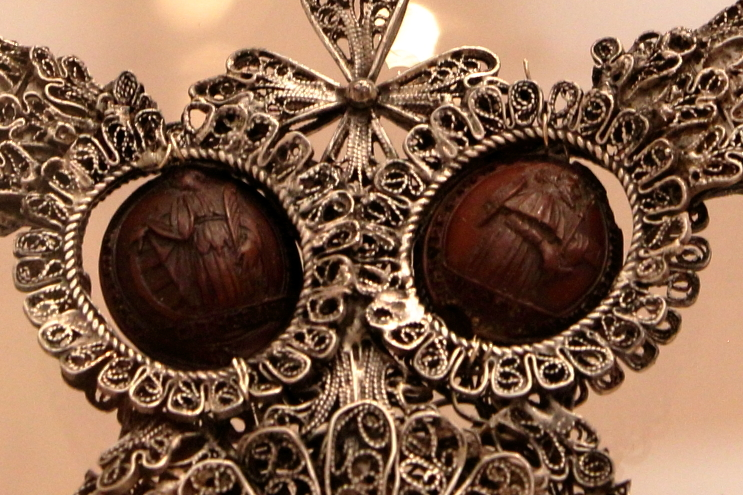
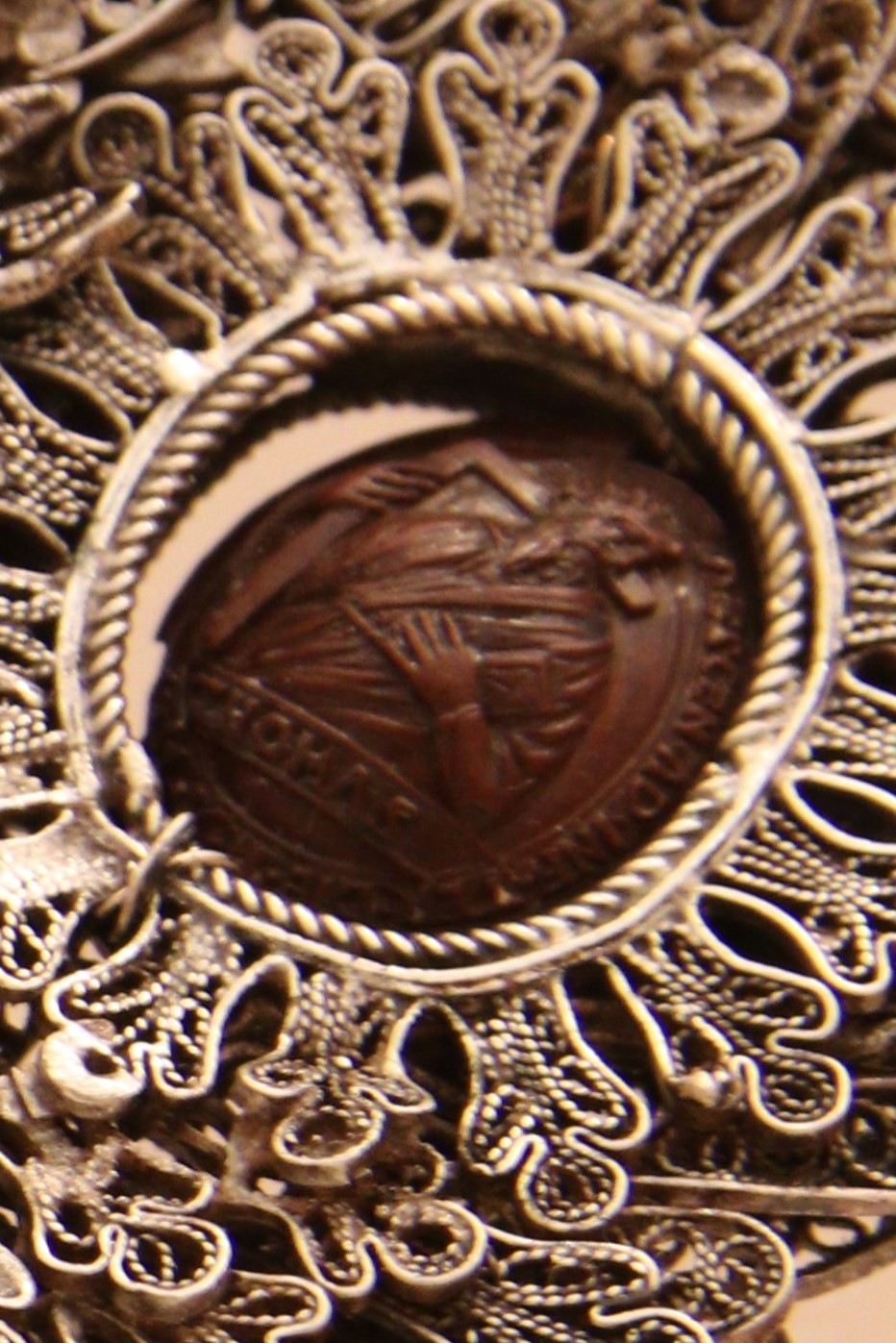

### Opere non reperite
Opere attribuite dalle fonti ma non reperite:
opere in scultura
- Angeli, Bologna, Basilica di San Petronio
- Sibille, Bologna, Basilica di San Petronio
- Ritratto del conte Guido Pepoli, Bologna, basilica di San Petronio, Museo
- Seppellimento di Abramo, Bologna, basilica di San Petronio, Museo
- Marmi intagliati, Bologna, chiesa di Santa Maria del Baraccano
- Capitelli, Bologna, Palazzo Bolognini Amorini Salina

opere d'intaglio
- Nocciolo di pesca intagliato con la Passione di Cristo
- Presepe intagliato in una nocciuola di pesca
- Nocciolo di pesca con volti che ridono, Dresda, Sala degli Stemmi, Grünes Gewölbe

attività grafica
Vasari riporta:
- stampe di rame
- disegni

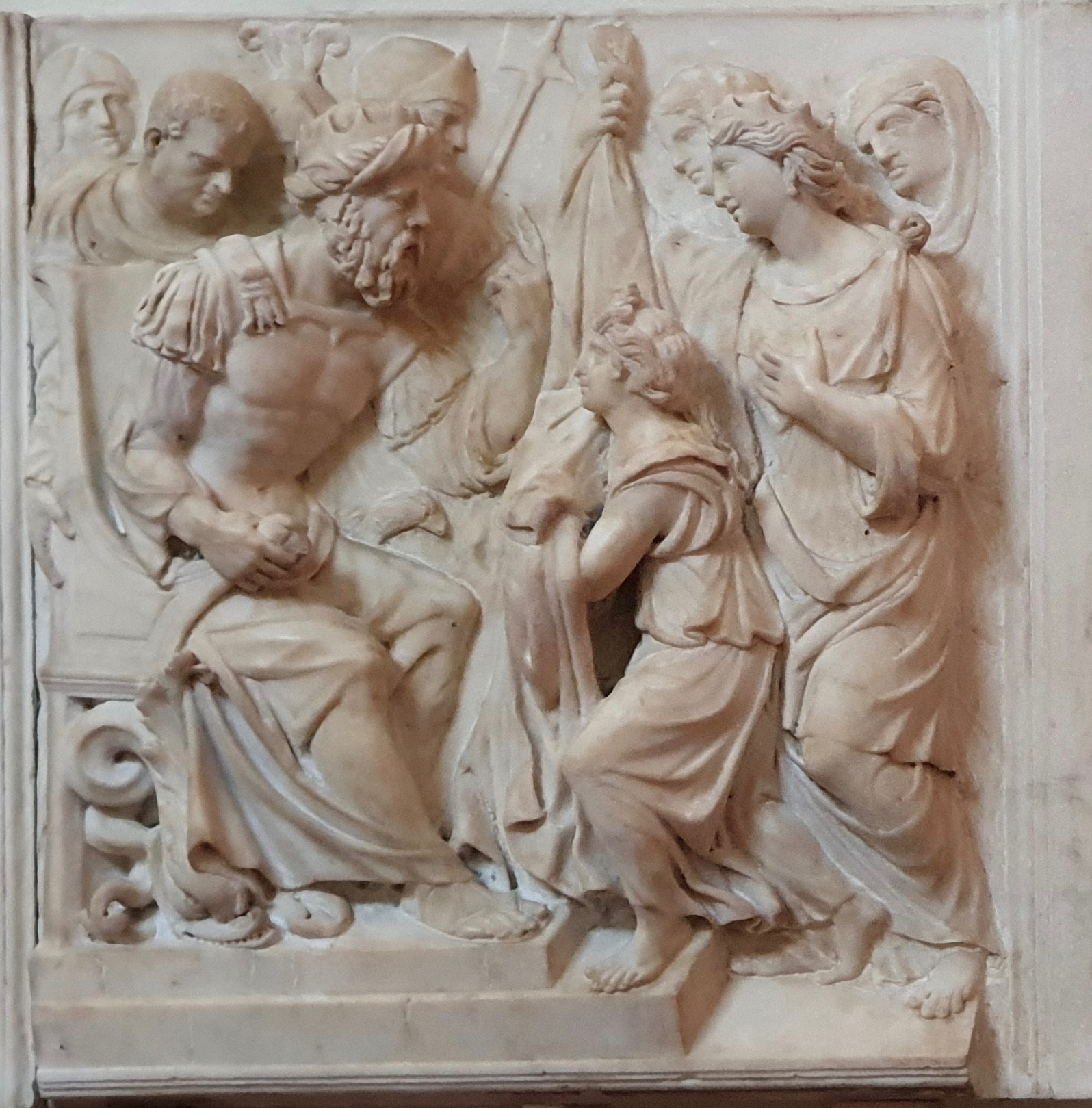
La moglie di Putifarre accusa Giuseppe di Properzia de' Rossi, al Museo diocesano di San Petronio
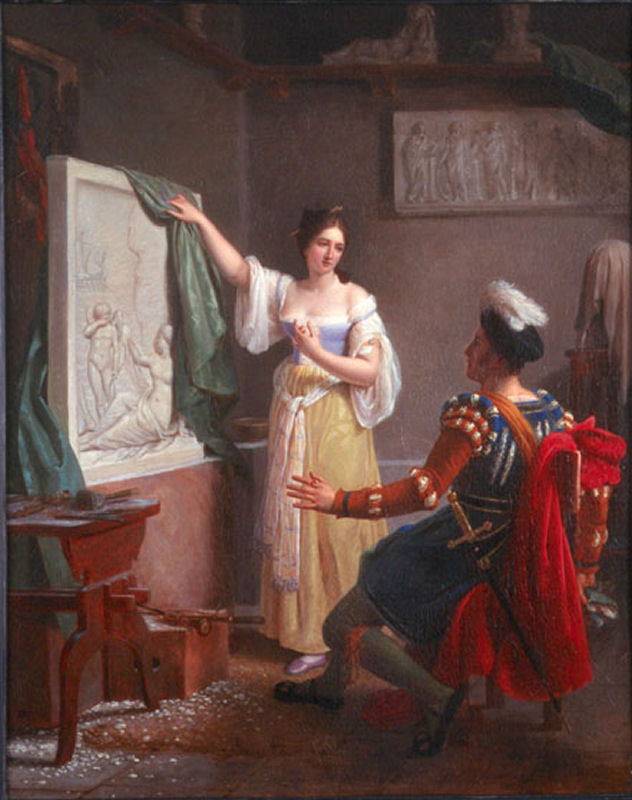
Properzia de' Rossi termina il suo ultimo bassorilievo di Louis Ducis (1822), al musée des Beaux-Arts di Limoges
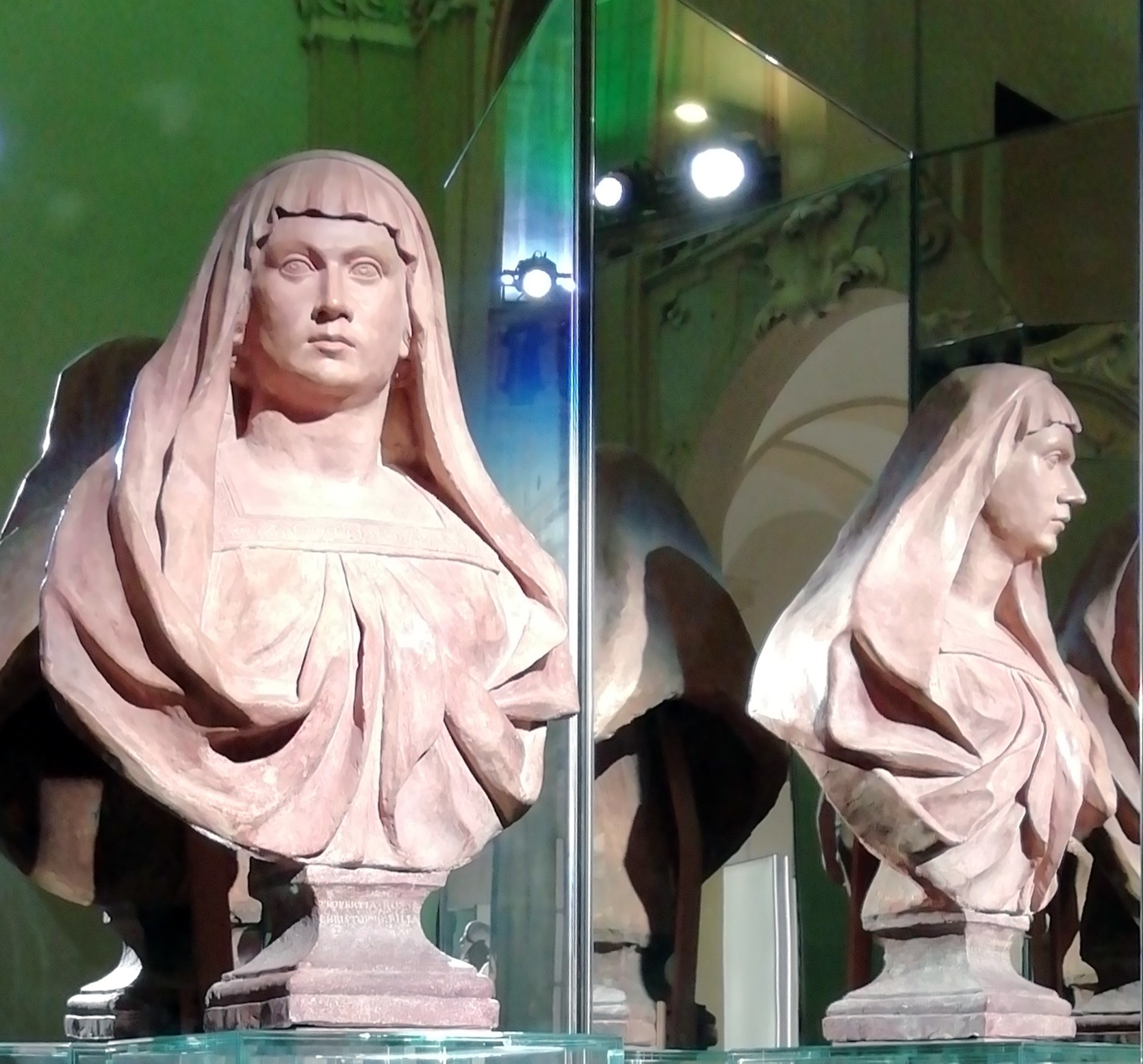
Properzia de' Rossi, busto in terracotta dello scultore di Casa Fibbia, 1680-1690 ca.

### Opere espunte
Da un riferimento ottocentesco:
- Nocciolo di ciliegia con incise più di cento teste, racchiuso all'interno di una corona d'oro smaltato con diamanti e perla, Firenze, Palazzo Pitti, Museo degli Argenti